# Charrue lourde à versoir
Cet article court présente un sujet plus développé dans : Charrue.
La charrue lourde à versoir est une charrue de labour avec un soc dissymétrique et un versoir qui retourne la terre sur le côté du sillon creusé par le coutre et le soc afin de mieux aérer celle-ci et enfouir les mauvaises herbes. Des sillons plus profonds sont créés dans la couche cultivable beaucoup mieux retournée. L'intérêt de cette expression est essentiellement historique, toutes les charrues modernes actuelles pourraient être comparativement qualifiées de « lourdes ». Elle marque un progrès continu dans la conception et la réalisation de cet outil.
La charrue expérimentale de Grith Lerche pèse 78 kilogrammes 

## Antiquité
La charrue lourde à versoir en fer a été conçue à l'origine dans l'Empire Han de la Chine aux Ier et IIe siècles.

## Moyen-Âge
La charrue lourde à versoir remplace l'araire à partir du XIe siècle. Elle permet de réaliser des semis plus profonds, en retournant mieux la terre, voire en brisant une éventuelle semelle de labour contribuant ainsi à la mise en valeur des terres riches et grasses de l'Europe du Nord.
Elle permet aussi de mieux contrôler les adventices, d'enfouir les résidus végétaux et éventuellement le fumier. Ces débris sont en effet susceptibles de compliquer l'action de la herse et du semoir mécanique s'ils restent en surface. La productivité augmente sensiblement à partir de l'apparition de cette  charrue.
Sous l'Antiquité, les éléments constitutifs de la charrue sont là, employés séparément. Elle ne connaît qu'un développement progressif en Europe du Sud où la saison sèche permet un contrôle plus aisé des adventices.
Cela aurait été l'invention agricole la plus importante du Moyen Âge, selon l'historien Jean Gimpel, qui lui consacre trois pages de son livre La Révolution industrielle du Moyen Âge. Pour d'autres comme Pascal Reignez, il serait illusoire de vouloir réaliser une typologie des diverses sortes de charrues au Moyen Âge ; il s'agirait simplement d'une tendance parmi des fabrications extrêmement diverses et par ailleurs fort mal documentées.
En Europe occidentale, la charrue lourde à versoir est une des causes de l'élimination des famines aux XIe et XIIIe siècles ; en enfouissant les adventices et leurs graines elle facilite le contrôle de la flore et elle permet les grands défrichements. Elle permet le retournement de prairies temporaires ou annuelles et donc leur introduction dans la rotation ; celle-ci auparavant biennale devient triennale. En facilitant la culture de trèfle et d'avoine, la rotation triennale permet l'amélioration de l'élevage, en particulier celui des animaux de trait et donc l'usage de la charrue lourde.

## Description
La charrue se distingue d'abord de l'araire par le fait qu'elle effectue un travail plus profond et dissymétrique en versant la terre d'un seul côté. Mais des aménagements intermédiaires ont existé (tourne-oreille).

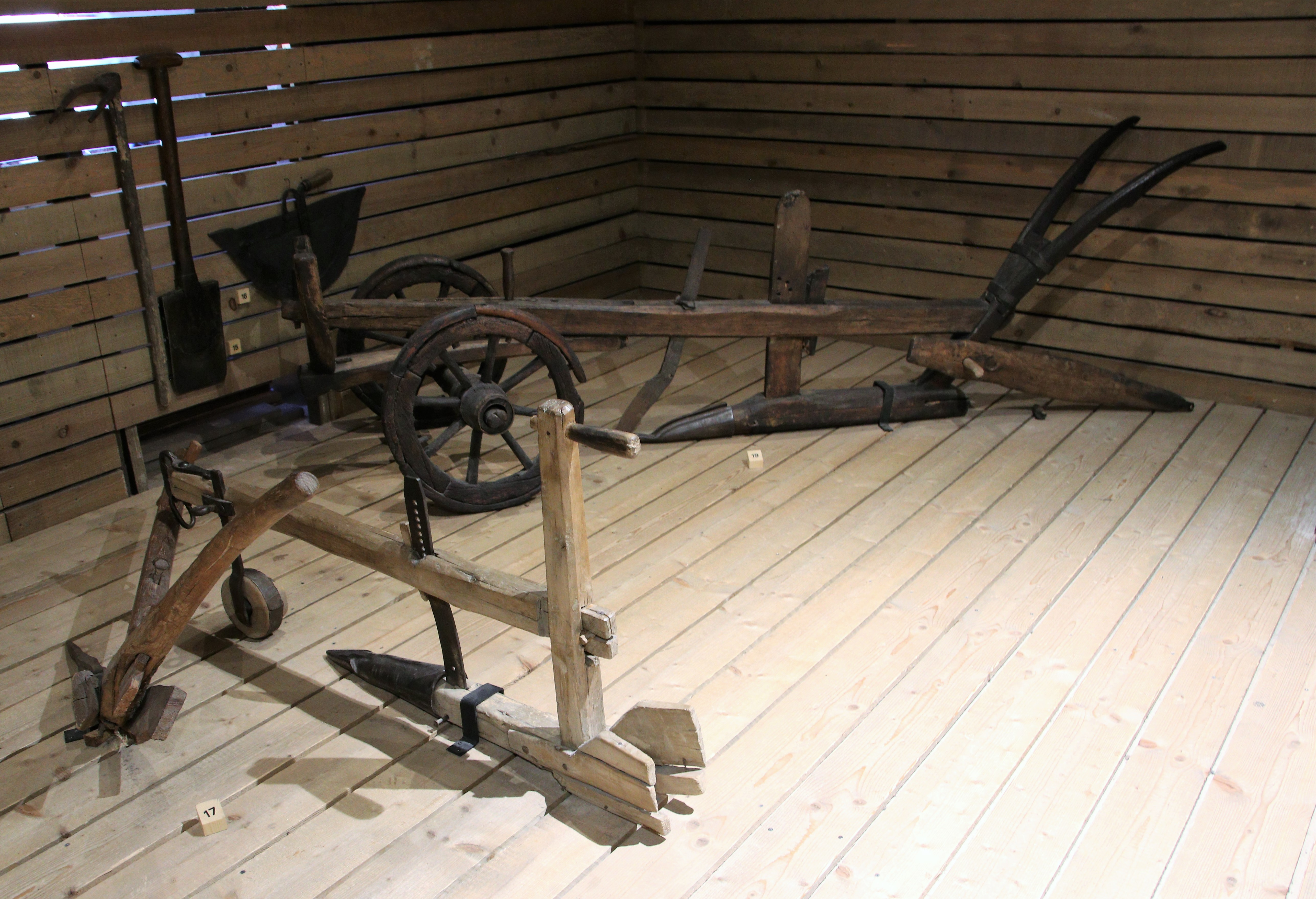
Deux types de charrues possibles au Moyen-Âge. Le coutre et le soc symétrique sont en fer et le versoir peut être placé à gauche ou à droite. Ce système dit tourne-oreille a l'avantage de permettre le travail dans les deux sens.

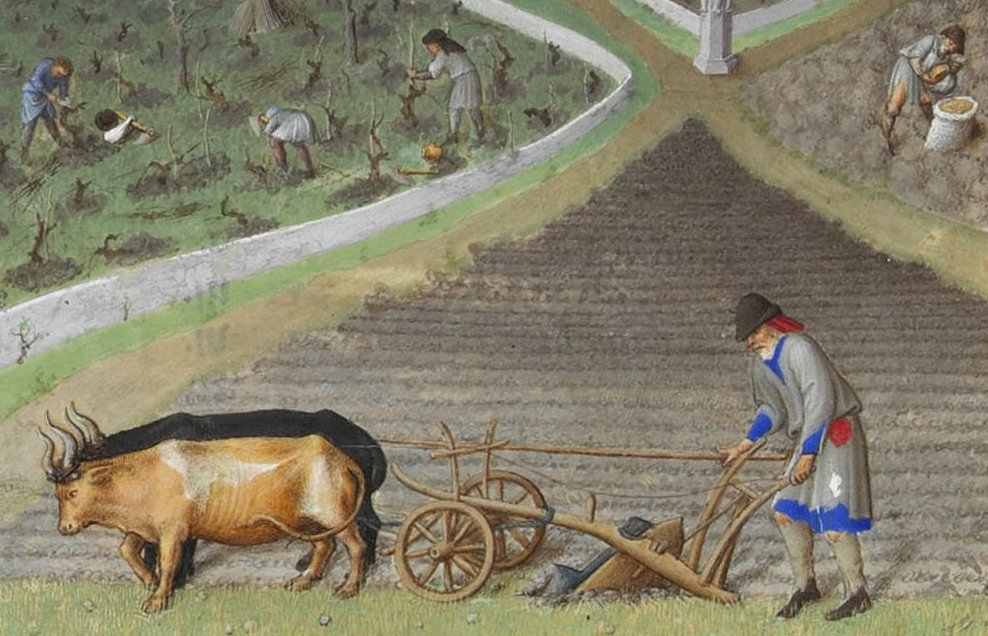
Autre type possible. Soc dissymétrique et coutre sont ici forgés d'une seule pièce ou reille. Les très riches heures du Duc de Berry, 1410.

Dans l'idéal la charrue lourde est armée d'un coutre pénétrant verticalement le sol, d'un soc dissymétrique sectionnant les racines et d'un versoir recourbé qui renverse la terre sur le côté. Elle nécessite une ou deux roues facilitant le contrôle de la profondeur de travail et un meilleur système d'attelage. Le coutre et le soc sont en fer ou en acier. C'est, dans les principes, la charrue utilisée jusqu'au XXIe siècle en grandes cultures.

## Mise en œuvre

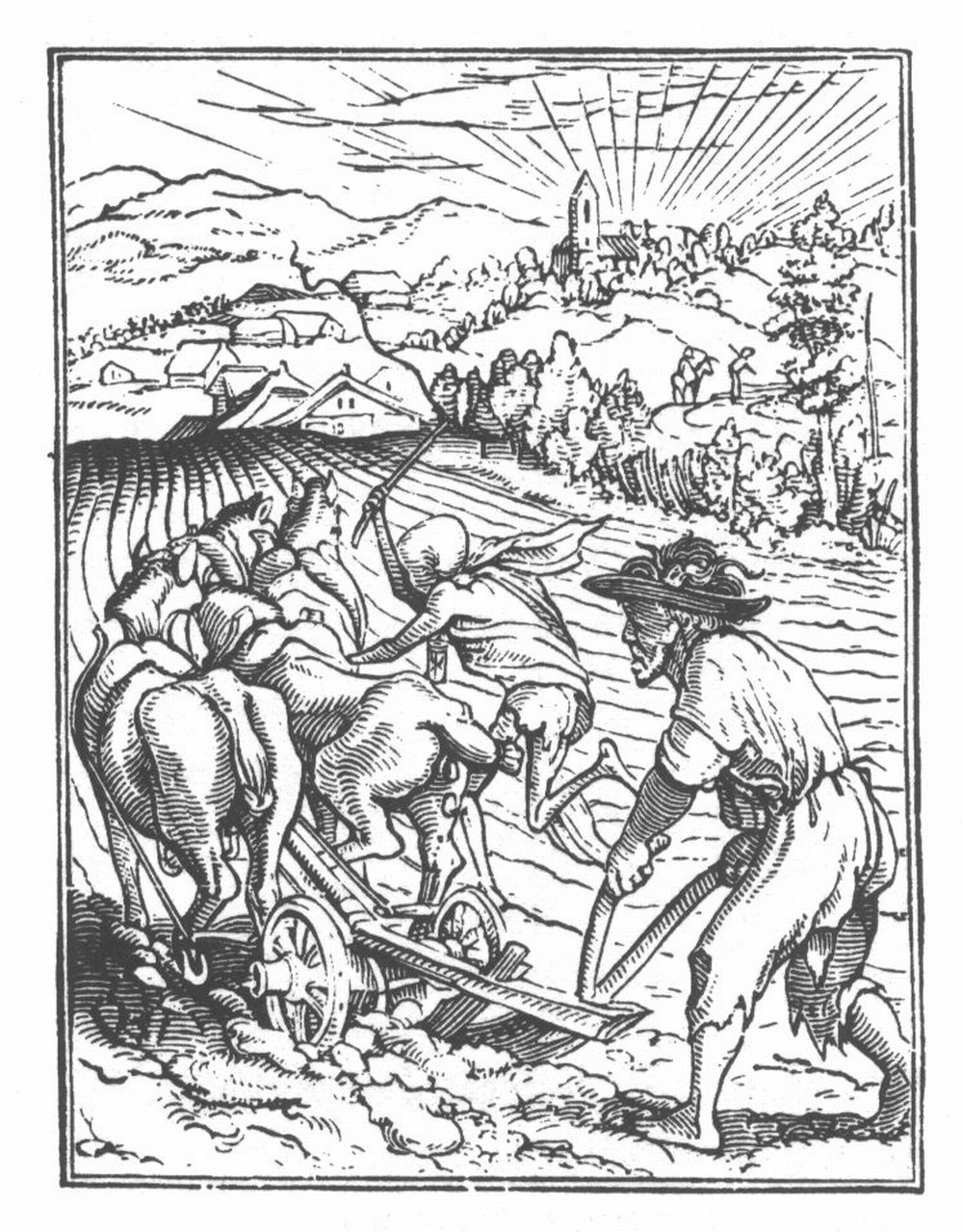
Holbein, Danse macabre : Le laboureur.

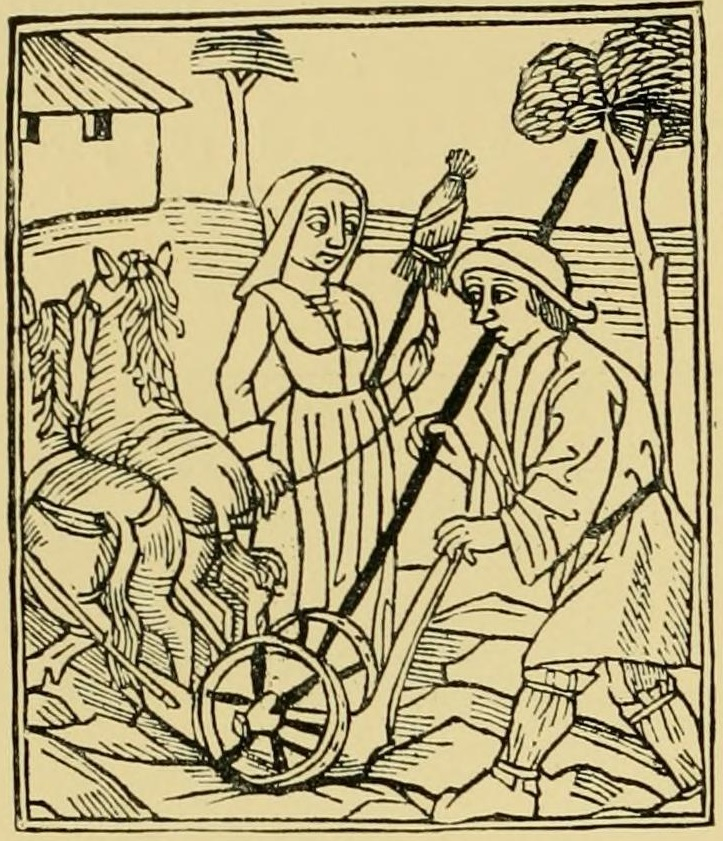
Jeanne d'Arc et son père, un laboureur.

Pour réaliser un travail régulier, la profondeur de travail doit atteindre 12–15 cm au minimum ; la présence du train avant et d'un éventuel talon en fer glissant en fond de raie permet également de lisser la profondeur de travail et d'éviter des efforts en à-coups aux animaux. Elle doit être tirée par au moins une paire de bœufs ou un cheval lourd alors qu'une vache ou un âne suffit pour un araire ; toutefois en conditions difficiles le nombre de ces animaux peut être doublé ou triplé. Les rares paysans possédant un tel attelage au Moyen-Âge sont alors qualifiés de laboureurs et réputés aisés. C'est le cas de Jacques d'Arc.

## Temps modernes

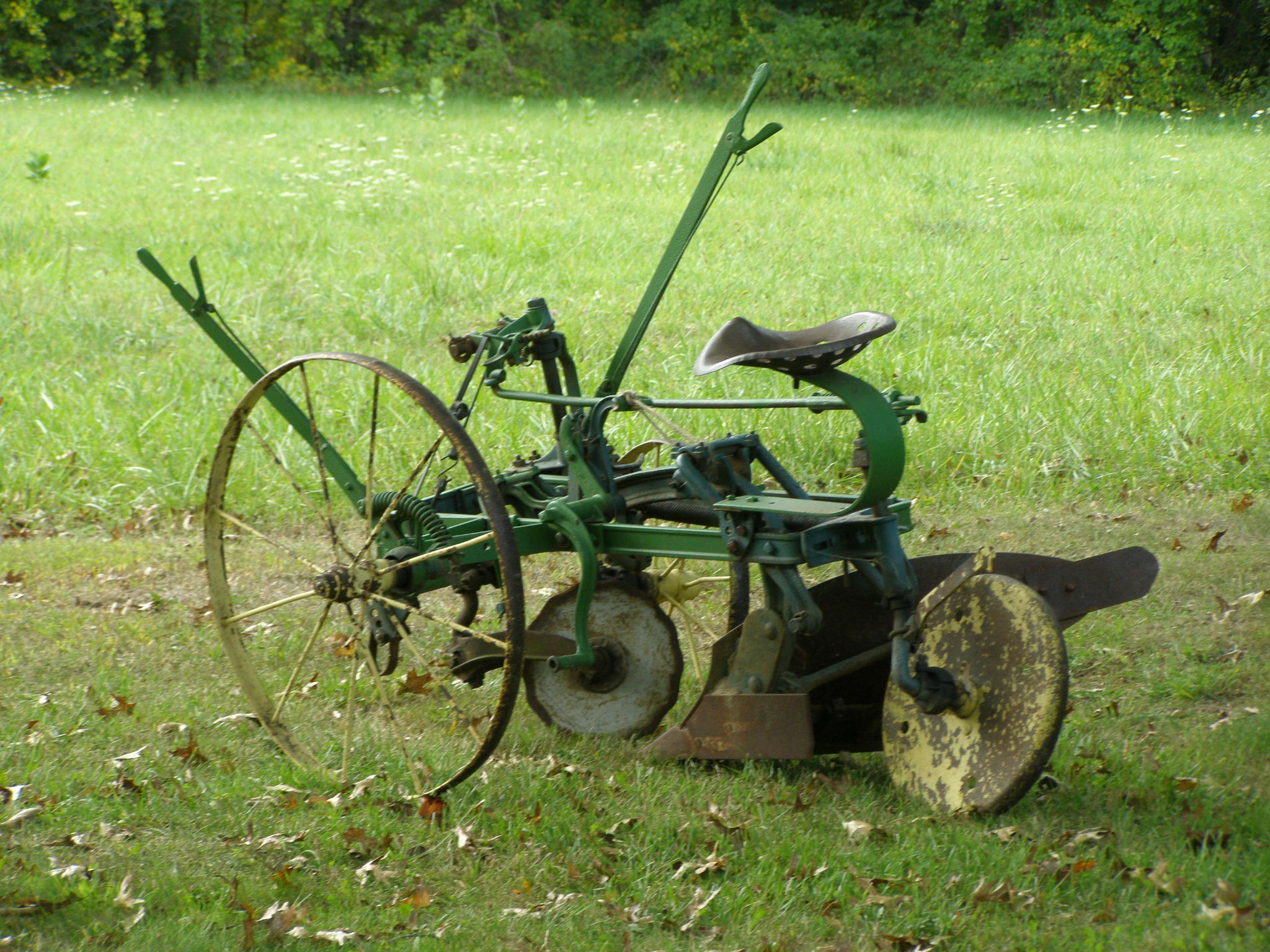
Évolution ultime de la charrue lourde : une machine entièrement en fonte et acier, un sep différentié (pièce boulonnée sur l'étançon, visible au-dessus du contre-sep), un grand coutre-disque, un contre-sep, une forte roue de jauge et un siège permettant de rajouter le poids du conducteur. Tous ces éléments contribuent à résoudre les problèmes de robustesse et de stabilité.

Le terme de « charrue lourde » est d'abord une notion mise en avant par les historiens modernes pour résumer l'ensemble des progrès réalisés sur cet instrument au Moyen-Âge. Passé cette époque, une charrue lourde continue à désigner un outil destiné à réaliser un labour profond alors qu'une charrue légère reste comme l'araire destinée au travail peu profond : reprise de labour, déchaumage, entretien de jachères, décavaillonage et elle ne comporte souvent qu'un versoir rudimentaire ; les deux types se complètent.

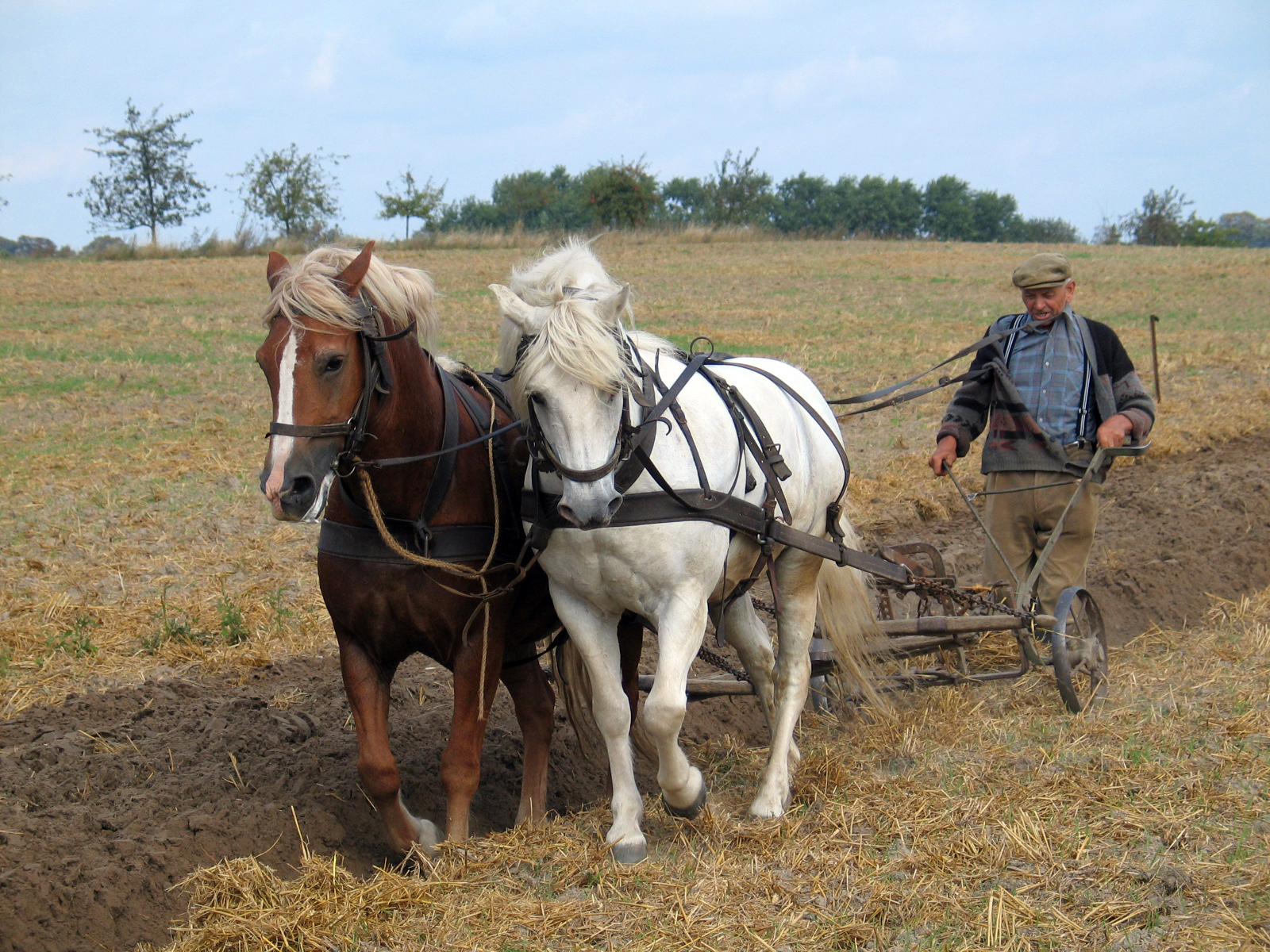
Le contrôle de profondeur et de latéralité de la charrue lourde simple est assuré par un régulateur mécanique placé sur le train avant, un talon glissant en fond de raie mais aussi par l'appui quasi permanent du laboureur sur les mancherons. Il doit alors lâcher les rênes, portées ici autour du cou. En conditions difficiles, c'est un travail éreintant. Reconstitution de 2004.

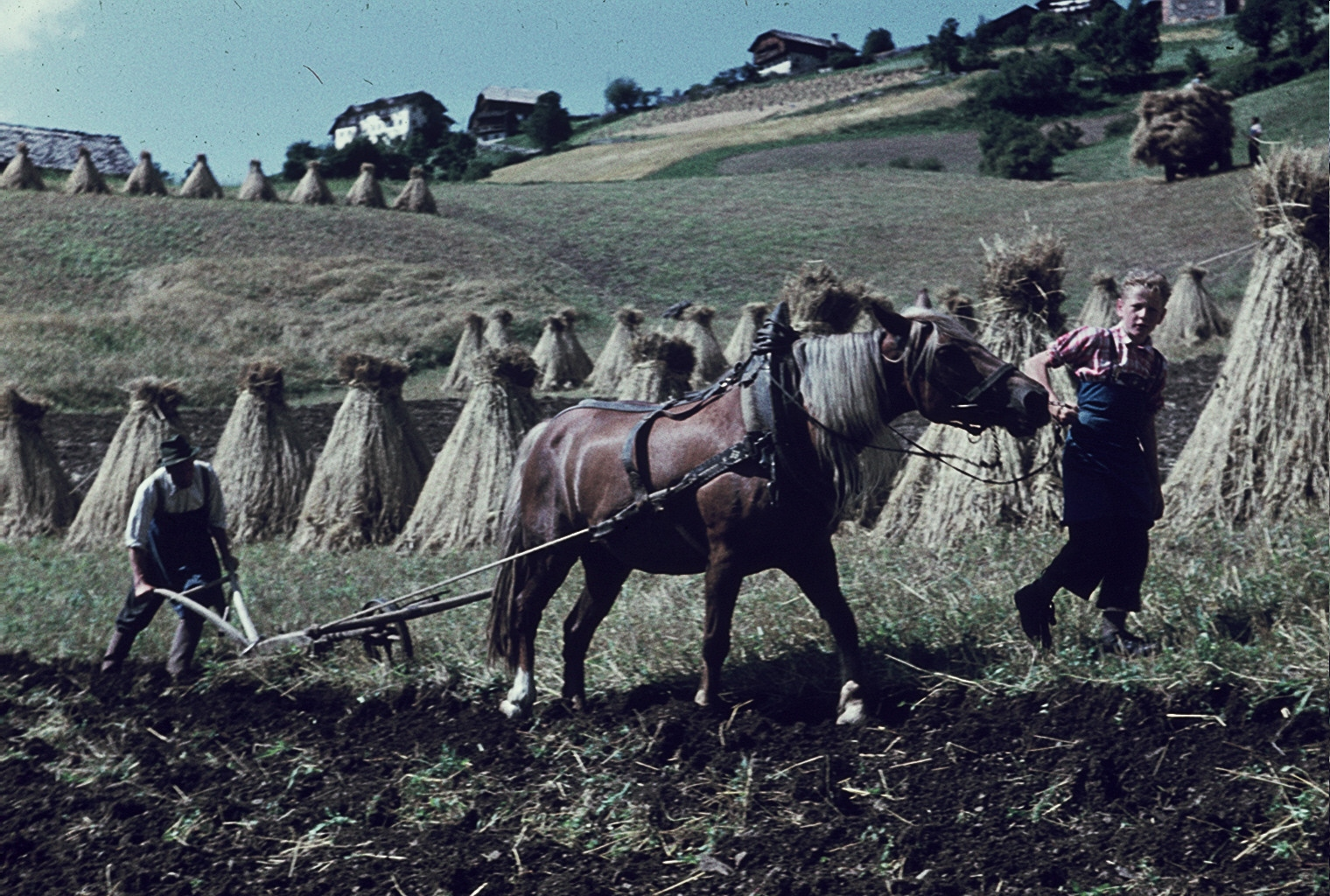
Faire guider le cheval par une autre personne est une solution souvent adoptée. Tyrol du Sud, vers 1960.

## Époque contemporaine
La charrue lourde à balance ou charrue-balance constitue une évolution tardive de la charrue lourde permettant de labourer à plat. Elle est constituée de deux corps de charrue lourde fixés en vis-à-vis sur le même train de roues, et versant en sens opposés. Utilisée pour le labour profond ou très profond (défonçage), elle pouvait être tirée par un système de câbles en acier mis en œuvre par une ou deux locomobiles ou plus tard par un chenillard ou un semi-diesel lourd (documents,). D'emploi peu commode, elle ne connut qu'une diffusion restreinte.
Vers 1880, l'invention de la « charrue brabant double », souvent appelée simplement « brabant », amène à nouveau un progrès. Cette machine est généralement constituée de deux corps de labour complets superposés et versant en sens opposés. En la retournant en bout de raie, on peut réaliser un labour à plat alors que les charrues simples (lourdes ou légères) ne permettent que des labours en billons ou en planches. Elle tire son nom du Brabant belge où elle a d'abord été répandue mais a peut-être été inventée en Picardie. Le poids portant sur le soc au travail est alors doublé. Elle est suffisamment lourde pour que le laboureur n'ait en général plus à s'appuyer sur les mancherons pour la maintenir en terre, ce qui allège considérablement son travail bien que le retournement soit un peu difficile[réf. à confirmer].
La fixation du soc et du versoir est améliorée par la différentiation de l'étançon et du sep qui devient une pièce en fonte complexe et robuste. Le sep est protégé par un contre-sep qui facilite le glissement de la charrue le long de la muraille de labour.
La charrue brabant double est bien plus lourde que l'ancienne charrue lourde, dès lors parler de charrue lourde pour désigner le type de ces anciennes machines encore en production n'est plus approprié après 1880, sauf situations particulières. Pour les professionnels, « charrue lourde » ne fait plus référence à un type de charrue particulier.
À partir de 1926, la mise au point  de l'attelage trois points puis d'un système de régulation automatique agissant en temps réel sur le relevage (Ferguson system) a pour objet premier d'optimiser la liaison tracteur-charrue. Cette innovation implique la suppression du train avant. La charrue perd donc définitivement sa physionomie traditionnelle ainsi que le rapport à sa signification étymologique (carruca).
Dans les régions à agriculture développée le travail autrefois réalisé avec des charrues légères est désormais confié à des outils de grande largeur tirés par des tracteurs et adaptés au travail à vitesse élevée : cultivateurs, déchaumeurs, vibroculteurs …
La distinction entre charrue légère et charrue lourde continue à être faite dans les pays disposant encore des deux types de charrue, ainsi en 1996 en Afrique avec des machines à traction animale.
La précision « charrue à versoir » peut être nécessaire pour la distinguer d'autres types de charrues modernes : charrue à disques, charrue-chisel…

### Ouvrages
- Emmanuelle Charpentier, Les campagnes françaises à l'époque moderne (chapitre VI Vers une agriculture nouvelle), Armand Colin, 2021 (lire en ligne) pp. 223–271
- Jean Gimpel, La Révolution industrielle au Moyen Âge, Éditions Points, 2016 (lire en ligne) page 118
- Isaac Joshua, La face cachée du Moyen Age, les premiers pas du capital, Paris, La Brèche, 1988 (présentation en ligne)
- Grith Lerche, L’expérimentation, une source vivante pour l’histoire de l’outillage, Presses universitaires du Midi, 2003 (lire en ligne)
- Pascal Reigniez, L'outil agricole en France au Moyen âge, Errance, coll. « Collection des Hespérides », 2002 (ISBN 978-2-87772-227-8)

### Articles
- Michel de Boüard « Points de départ d'une enquête historique sur la charrue en Normandie » Annales de Normandie, 1965  15-1 pp. 53-76 sur le portail Persée
- Bertrand Gille « Recherches sur les instruments du labour au Moyen Age » Bibliothèque de l'École des chartes, 1962  pp 95-38 sur le portail Persée
- François Sigaut « Les conditions d'apparition de la charrue. Contributions à l'étude des techniques du travail du sol dans les anciens systèmes de culture » Journal d'agriculture traditionnelle et de botanique appliquée  Année 1972  pp. 442-478 sur le portail Persée (temps modernes)